# Вулкан Карпинского
Вулкан Карпи́нского — действующий вулкан на острове Парамушир Большой Курильской гряды.
Состоит из двух слившихся пологих конусов с кратерами. Высота до 1345 м. Вулкан расположен в южной части хребта Карпинского. Представляет собой кальдеру диаметром около 5 км и глубиной до 700 м. Внутри кальдеры у восточной стенки на высоте 1100—1200 м — маар с множеством сольфатар. На внешнем восточном склоне на высоте 1200 м — второй активный кратер с небольшим конусом, проявляющий сольфатарную активность. Сольфатары образуют серные конусы высотой до 3—5 м, фонтаны жидкой серы высотой до 2 м и температурой до 80 °C.
Известно только одно историческое извержение в 1952 году. В настоящее время фиксируется фумарольная и термальная активность.
Сложен андезитами. Следы древнего оледенения — кары. Возраст вулкана — верхний плейстоцен — голоцен.
Назван по имени академика А. П. Карпинского, президента Академии наук СССР в 1917—1936 гг..